# Pessograptis cancellata
Pessograptis cancellata är en fjärilsart som beskrevs av Edward Meyrick 1914. Pessograptis cancellata ingår i släktet Pessograptis och familjen stävmalar. Inga underarter finns listade i Catalogue of Life.